# Epipremnum nobile
Epipremnum nobile és una espècie de planta amb flors del gènere Epipremnum i de la família de les aràcies (Araceae).

## Descripció
Epipremnum nobile és un gran enfilador d'arrels aèries de fins a 5 m. La planta adulta té tija de 5 a 30 mm de diàmetre, entrenusos de 0,5 a 10 cm de llarg, separats per cicatrius foliars prominents, epidermis llisa, semblant al paper, que es desprèn del teixit subjacent en espècimens assecats a l'aire. Arrels entrellaçades escasses, minuciosament pubescents.
Les fulles estan uniformement distribuïdes, les fulles inferiors cauen i, per tant, les fulles tendeixen a agrupar-se distalment. El pecíol fa d'entre 34 a 40 cm x 5 a 15 mm, canaliculat, llis, marró pàl·lid assecat a l'aire.
Les inflorescències generalment diverses juntes, la primera inflorescència subtendida per una fulla de fullatge completament desenvolupada sovint amb una beina peciolar molt expandida i una catafil·la llargament atenuada que es desintegra ràpidament, les inflorescències posteriors subteses cadascuna per un perfil robust i tancades per una gran catàfila llargament atenuada durant el desenvolupament, inflorescències a l'antesi nues a parcialment enfosquides per fibres solitàries i semblants a làmines. El peduncle fa entre 3 a 6 cm x 4 a 8 mm, esvelt, terete, lateralment comprimit. L'espata en forma de canoa, de bec curt a llarg, de fins a 14,5 x 10 cm en premsar-se plana, exterior crema fosca, groc o groc ataronjat, interior groc apagat, negre marró mitjà assecat a l'aire.
Les flors fan entre 2 a 14 mm de diàmetre amb 4 estams, amb 5 filaments d'1 mm; anteres estretament el·lipsoides, 3--5 x 0,75--1 mm; ovari 7--9 x 2,5--4 mm, cilíndric, part basal comprimida lateralment; òvuls 4; regió estilar 2--2,5 x 2--5 mm, trapezoïdal en material post-antesi assecat a l'aire, una mica feble, àpex aplanat, marges lleugerament elevats en material sec; estigma lleugerament allargat, de 0,75 a 1,5 de diàmetre, circumferencial. Fruit verd, regió estilar poc desenvolupada. Llavors c. 3 x 4 mm.

## Distribució i hàbitat
Epipremnum nobile es distribueix a les illes Cèlebes i Nova Bretanya.
En el seu hàbitat creix a la selva tropical dominant d'eucalyptus deglupta en sòls al·luvials, vores de rierols, boscos muntanyencs de fagàcies i Eugènies, entre els 1000 i 1700 m.

## Taxonomia
Epipremnum nobile va ser descrita per Heinrich Gustav Adolf Engler i publicat a Monographiae Phanerogamarum 2: 250, a l'any 1879.
Etimologia
Epipremnum: nom genèric de dues paraules gregues ἐπί (damunt) i πρέμνον (soca).
nobile: epítet llatí que significa "conegut", "famós", "noble".